# Song Byung-Gu
Song Byung-Gu é um jogador profissional de StarCraft de Pohang, Coreia do Sul, que joga usando o nick Stork[gm] ou simplesmente Stork. Ele jogava pelo time Samsung Khan.

## Maiores Realizações

### Individual
- Daum Starleague: 3° lugar
- GomTV MSL: 2° lugar
- WCG 2007 Grand Final: 1° lugar[2]
- EVER Starleague 2007: 2° lugar
- Bacchus Starleague: 2° lugar[3]
- WWI 2008: 1° lugar[4]
- Incruit Starleague: 1° lugar[5]
- WCG 2008 Grand Final: 2° lugar
- IEF 2009: 1° lugar[6]

### Samsung KHAN
- Shinhan bank Proleague 2007: 1° lugar[7]
- Shinhan bank Proleague 2007: MVP[8]
- Shinhan bank Proleague 2007 Final: MVP

### Premiações KeSPA
- 2005: Iniciante do Ano
- 2007: Melhor Jogador - Protoss[9]

## Estatíscas da carreira nos OSL/MSL/WCG

### Temporada 2008-2009
| Liga | Nome do Torneio  | Resultado        | Qualificação |
| ---- | ---------------- | ---------------- | ------------ |
| WCG  | 2009 Grand Final | Prata            |              |
| OSL  | EVER 2009        | Top 16           | TBA          |
| MSL  | Avalon Online    | Top 32           |              |
| OSL  | Bacchus 2009     | Top 16           | EVER 2009    |
| MSL  | Lost Saga        | Semifinal        | Avalon       |
| OSL  | Batoo            | Quartas de final | Bacchus 2009 |

### Temporada 2008–2009
| Liga | Nome do Torneio  | Resultado        | Qualificação |
| ---- | ---------------- | ---------------- | ------------ |
| WCG  | 2008 Grand Final | Prata            |              |
| OSL  | Incruit          | Vencedor         | Batoo        |
| MSL  | Clubday Online   | Quartas de final | Lost Saga    |
| OSL  | EVER 2008        | Top 16           | Incruit      |
| OSL  | Bacchus 2008     | 2° lugar         | EVER 2008    |

### Temporada 2004–2008
| Liga | Nome do Torneio      | Resultado | Qualificação |
| ---- | -------------------- | --------- | ------------ |
| MSL  | GomTV S3             | Top 16    |              |
| OSL  | EVER 2007            | 2° lugar  | Bacchus 2008 |
| WCG  | 2007 Grand Final     | Ouro      |              |
| MSL  | GomTV S2             | 2° lugar  | GomTV S3     |
| OSL  | Daum                 | 3° lugar  | EVER 2007    |
| OSL  | Shinhan Bank 2006 S1 | Top 16    |              |
| MSL  | Pringles S1          | Top 16    |              |
| OSL  | Shinhan Bank 2005    | Top 16    |              |
| OSL  | So1                  | Top 16    |              |
| OSL  | EVER 2005            | Top 16    |              |